# Fidžijština
Fidžijština (Na vosa vaka-Viti) patří do austronéské jazykové rodiny malajsko-polynéského původu. Tento jazyk je mateřským jazykem přibližně 350 000 až 450 000 etnických Fidžijců. Podle ústavy z roku 2013 je fidžijština stanovena jako oficiální jazyk Fidži, spolu s angličtinou a fidžijskou hindštinou, a probíhá diskuse o jejím povýšení na "národní jazyk".
Standardní varianta fidžijštiny vychází z dialektu Bau, což je východofidžijský jazyk. Pidžin forma fidžijštiny je používána mnoha Indofidžijci a Číňany na ostrovech. Zároveň se fidžijská hindština využívá mezi venkovskými etnickými Fidžijci a Číňany v oblastech, kde dominují Indofidžijci.

## Historie
Fidžijština byla na Fidži zavedena před zhruba 3500 lety prvními osadníky ostrovů, a po tisíciletí to byl jediným mluveným jazykem na těchto ostrovech. V roce 1835 vstoupili na scénu metodističtí misionáři pocházející z Austrálie, kteří se zaměřili na vývoj psané podoby fidžijštiny. Do roku 1840 vytvořili systém písma a publikovali různé knihy věnované různým dialektům tohoto jazyka.
Po vyhlášení nezávislosti Fidži v roce 1970 se fidžijština stala významným jazykem, užívaným v rádiu, televizi, literatuře a periodikách. Kromě toho se fidžijština vyučuje ve školách, posilujíc tak svou pozici jako klíčový nástroj komunikace a kulturního vyjádření.

## Abeceda a pravopis
Fidžijská abeceda má 26 písmen, z toho 6 samohlásek a 20 souhlásek:
| Majuskule | Majuskule | Majuskule | A | B | C | D | E | F | G | H | I | J | K | L | M | N | O | P | Q | R | S | T | U | V | W | Y | X | Z |
| Minuskule | Minuskule | Minuskule | a | b | c | d | e | f | g | h | i | j | k | l | m | n | o | p | q | r | s | t | u | v | w | y | x | z |

Písmena f, h, p, x a z jsou používána pouze v cizích slovech. Prodloužení samohlásky se značí pomocí vodorovné čárky.

## Příklady

### Číslovky
| Fidžijsky | Česky |
| dua       | jeden |
| rua       | dva   |
| tolu      | tři   |
| va        | čtyři |
| lima      | pět   |
| ono       | šest  |
| vitu      | sedm  |
| walu      | osm   |
| ciwa      | devět |
| tini      | deset |

## Užitečné fráze
| Fidžijsky        | Česky             |
| Bula!            | Ahoj!             |
| Moce!            | Na shledanou!     |
| Yadra vinaka!    | Dobré ráno!       |
| Yakavi vinaka!   | Dobré odpoledne!  |
| Bula vinaka!     | Dobrý večer!      |
| Io / E sega      | Ano / Ne          |
| Kerekere         | Prosím            |
| Vinaka!          | Děkuji!           |
| Vinaka vakalevu! | Děkuji mnohokrát! |
| Vosota           | Promiň            |

## Slovník
| Fidžijsky            | Česky        |
| damu dra             | červená      |
| drokadroka           | zelená       |
| dromodromo           | žlutá        |
| damu                 | oranžová     |
| karakarawa loa       | tmavě modrá  |
| karakarawa mamare    | světle modrá |
| masikuvui            | hnědá        |
| lokaloka             | fialová      |
| vulavula             | bílá         |
| piqi                 | růžová       |
| loaloa               | černá        |
| dravudravu           | šedá         |
| ulu                  | hlava        |
| balu                 | tvář         |
| domo                 | krk          |
| ulu                  | vlasy        |
| daliga               | ucho         |
| mata                 | oko          |
| ucu                  | nos          |
| gusu                 | ústa         |
| duru                 | koleno       |
| duru ni liga         | loket        |
| okiloki ni yava i ra | kotník       |
| yava                 | noha         |
| yava                 | chodidlo     |
| dovidovi             | palec        |
| qaqalo               | prst         |
| lokiloki ni liga     | zápěstí      |
| liga                 | paže         |
| liga                 | ruka         |

## Ukázka jazyka

### Všeobecná deklarace lidských práv
| fidžijsky | Era sucu ena galala na tamata yadua, era tautauvata ena nodra dokai kei na nodra dodonu. E tiko na nodra vakasama kei na nodra lewaeloma, sa dodonu mera veidokadokai ena yalo ni veitacini. |
| česky     | Všichni lidé se rodí svobodní a sobě rovní co do důstojnosti a práv. Jsou nadáni rozumem a svědomím a mají spolu jednat v duchu bratrství.                                                   |